# Ladislav Zápotocký
Ladislav Zápotocký, pseudonym Budečský, druhý pseudonym Mikuláš Haštalský, (12. ledna 1852 Praha – 16. prosince 1916 Praha) byl český novinář a politik, průkopník socialismu a spoluzakladatel české sociálnědemokratické strany. Byl otcem pozdějšího československého prezidenta Antonína Zápotockého.

## Život

### Mládí
Ladislav Zápotocký se narodil v Praze, v Haštalské ulici čp. 793, pokřtěn byl v kostele sv. Haštala. Jeho otec Antonín Zápotocký zemřel 10. června 1853 a matka Anna se znovu vdala 23. února 1857 za Antonína Jiskru. Ten byl Ladislavovým kmotrem a též v roce 1854 ovdověl; z prvního manželství měl, jako Anna Zápotocká, jedno dítě a společně měli manželé Jiskrovi další tři děti. S nevlastním otcem, který ho přivedl k zájmu o vzdělání, měl Ladislav dobrý vztah. Po dokončení obecné školy se vyučil krejčovským dělníkem.

### Socialista
V jednadvaceti letech se Ladislav Zápotocký začal angažovat v otázkách dělnického hnutí. V roce 1873 spoluzaložil Vzdělávací besedu dělníků krejčovských, která existovala do zákazu v roce 1877. V roce 1873 se též stal redaktorem čtrnáctideníku Dělnické listy. Ve stejném roce ale redakci opustil a s dalšími socialisticky smýšlejícími redaktory založil periodikum Budoucnost. Často též přispíval do socialisty později obnovených Dělnických listů.
Články v Budoucnosti a Dělnických listech podepisoval pseudonymem L. Budečský. Podle nekrologu v Dělnických novinách měl za tuto práci plat tři zlaté týdně.
28. září 1876 se Ladislav Zápotocký zúčastnil založení české zemské organizace rakouské sociální demokracie a byl zvolen do jejího užšího vedení.
7. dubna 1878 se v hostinci U Kaštanu v Břevnově (dnes Praha) konal tzv. Břevnovský sjezd. Na sjezdu byla ustavena Sociálně demokratická strana českoslovanská v Rakousku, Josef Boleslav Pecka a Ladislav Zápotocký byli hlavními osobnostmi tohoto sjezdu. Vznikla tak zvláštní organizace českých sociálních demokratů v rámci celorakouské sociálně demokratické strany. Krátce poté bylo zahájeno policejní vyšetřování pro přečin tajného spolčování. Ladislav Zápotocký byl odsouzen na dva měsíce těžkého žaláře. V roce 1882 byl pro svou politickou činnost znovu odsouzen a uvězněn, tentokrát na rok a půl. Po odpykání trestu v lednu 1884 byl vypovězen do domovské obce Zákolany u Kladna. Zde se vrátil na 16 let ke svému původnímu povolání krejčího.
Po návratu do Prahy byl Ladislav Zápotocký zaměstnán v odborovém periodiku Železniční zřízenec. Činnost v novinách ukončil 1906, kdy byl postižen mozkovou mrtvicí. Stále však přispíval do sociálně demokratického tisku.

### Soukromý život
Ladislav Zápotocký se oženil 20. ledna 1878 v Praze v kostele svatého Tomáše na Malé Straně s Barborou Dolejší (28. května 1855 Klatovy – 1. června 1925 Košice). Ta pocházela z obce Malá Víska u Klatov. Svatby se nezúčastnila pouze rodina, ale i lidé ze socialistického hnutí. Manželé spolu měli pět dětí; budoucí prezident Antonín Zápotocký (1884–1957) byl druhým z nich. Ještě jako vdova byla Barbora Zápotocká veřejně činná. V roce 1922 např. poslala pozdravný dopis sjezdu čsl. sociální demokracie.
Zemřel v Praze 16. prosince 1916 v Zemském ústavu choromyslných v Bohnicích (dnes Praha) na zánět plic a průdušek. Pochován byl na pražských Olšanských hřbitovech. Jeho hrob (hrob IV-06-392) je neoznačen; po roce 1989 byl pravděpodobně zrušen.

### Ladislav Zápotocký v dobovém tisku
Níže je uveden výběr zmínek o Ladislavu Zápotockém v dobovém tisku. Kromě toho existuje řada článků podepsaných Ladislav Zápotocký nebo L. Budečský.
- 1873 se obrátil na veřejným listem na krejčovské dělníky, aby se v jeho bytě poradili o svolání schůze krejčovských dělníků, "… bychom se mohli uraditi o svolání schůze dělníků krejčovských, na kteréž bychom o tížících nás svízelích porokovali a patřičné kroky k jejich odstranění podnikli".[18]
- 1874 Ladislav Zápotocký obdržel (spolu s dalšími organizátory) zákaz konat veřejnou schůzi dělnictva[19]
- 1876 Ladislav Zápotocký zatčen a držen ve vyšetřovací vazbě (spolu s Josefem Peckou a dalšími) pro účast na tajné dělnické schůzi[20]
- 1877 rozpuštěn spolek Vzdělávací beseda dělnická jako důsledek ateistických proslovů Ladislava Zápotockého[21]
- 1879 proběhlo soudní líčení proti účastníkům sjezdu Česko-slovanské sociálně-demokratické strany v Rakousku;[22] Ladislav Zápotocký byl odsouzen na dva měsíce tuhého žaláře[23][p 9]
- 1882 s dalšími sociálními demokraty odsouzen, protože "… jest vinen zločinem uražení Veličenstva, přečinem schvalování nezákonnitých skutků a co náčelník odsuzuje se k 18 měsícům těžkého žaláře."[24]
- 1899 veřejné vystoupení na májovém shromáždění v Mlazicích u Mělníka[25]
- 1901 kandidoval za sociální demokraty ve volbách do sněmu království Českého, ve volebním obvodu Vysoké Mýto-Skuteč-Hlinsko. Z 616 platných hlasů obdržel 15.[26][p 10]

## Dílo

### Knižní publikace
- Kapitál a práce :se zvláštním zřetelem ku poměrům dělníků hornických (pod pseudonymem Mikuláš Haštalský, vydáno v Budapešti, 1880)
- Knihy vzpomínek Ze starých vzpomínek a K srdci lidu vydány posmrtně 1949 a 1954

### Novinářská činnost
Články v Dělnických novinách a Budoucnosti

## Ladislav Zápotocký v literatuře a filmu
- O životě Ladislava Zápotockého pojednává román Antonína Zápotockého Vstanou noví bojovníci
- Román Vstanou noví bojovníci byl v roce 1949 upraven jako rozhlasová hra; Ladislava Zápotockého hrál Antonín Zíb[27]
- Podle románu Vstanou noví bojovníci natočil Jiří Weiss v roce 1950 stejnojmenný film; Ladislava Zápotockého hrál Otomar Krejča
- Filmová adaptace Čas lásky a naděje podle románu Antonína Zápotockého Rozbřesk, 1976, režie Stanislav Strnad, Ladislava Zápotockého hrál Jaroslav Satoranský
- Televizní inscenace divadelní hry Ondřeje Vogeltanze Historie začíná pod kaštany vznikla v roce 1979; režie Antonín Dvořák, Ladislava Zápotockého hrál Viktor Preiss
- Ladislav Zápotocký jako vedlejší postava ve filmu Pochodně, 1960, režie Vladimír Čech, podle scénáře Vladimíra Neffa. Ladislava Zápotockého hrál Vladimír Brabec. Film byl natočen ke 40. výročí založení KSČ.[28]

## Posmrtná uznání a ocenění
- 1951 odhalena pamětní deska v Zákolanech[29]
- 1952 odhalena pamětní deska byla na rodném domě v Haštalské ulici (umístěna v letech 1952–2011)[30]
- V roce 1952 byly vydány československé poštovní známky s jeho portrétem
- Ulice Ladislava Zápotockého jsou v Kladně, Mladé Boleslavi a Bzenci
- Od roku 1960 do počátku 90. let byla po Ladislavu Zápotockém pojmenována knihovna v Chebu a do roku 1990 zde byla umístěna pamětní deska[31]
- Od roku 1977 byla před bývalými kasárnami (dnes věznice) v Kynšperku nad Ohří umístěna busta Ladislava Zápotockého; dnes odstraněna[32]

## Zajímavost
Ustavující schůze sociální demokracie, kterou Ladislav Zápotocký v roce 1876 spoluzakládal, se konala na policejní stanici. Policie totiž konání schůze na původně plánovaném místě zamezila a účastníci strávili na policejním ředitelství dvě noci a den. Přes den byly jejich cely otevřeny a oni se mohli scházet.